# 米利亚雷斯
米利亚雷斯，是西班牙巴伦西亚自治区巴伦西亚省的一个市镇。总面积106平方公里，总人口604人（2001年），人口密度6人/平方公里。